# Indonéz mézevő
Az indonéz mézevő (Lichmera limbata) a madarak osztályának verébalakúak (Passeriformes) rendjébe és a mézevőfélék (Meliphagidae) családjába tartozó faj.
A magyar név forrással nincs megerősítve, lehet, hogy az angol név tükörfordítása (Indonesian Honeyeater).

## Rendszerezés
Besorolása vitatott, egyes rendszerezők szerint nem önálló faj, csak a barna mézevő Lichmera indistincta) alfaja Lichmera indistincta limbata néven.

## Előfordulása
Indonézia területén honos. 

## Külső hivatkozások
- Képek az interneten a fajról
- Internet Bird Collection - videók a fajról. [2012. február 14-i dátummal az eredetiből archiválva].